# Pyrrosia rupestris
Pyrrosia rupestris är en stensöteväxtart som först beskrevs av Robert Brown, och fick sitt nu gällande namn av Ren-Chang Ching. Pyrrosia rupestris ingår i släktet Pyrrosia och familjen Polypodiaceae. Inga underarter finns listade.

## Bildgalleri

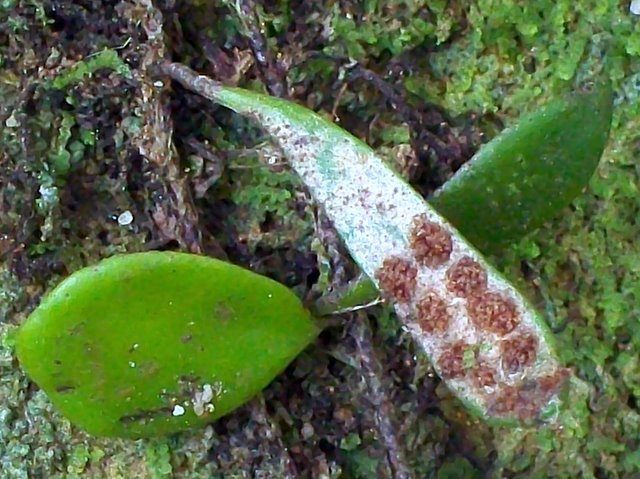
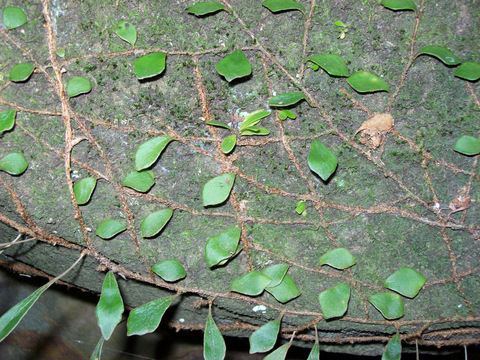